# Oberonia acarus
Oberonia acarus là một loài thực vật có hoa trong họ Lan. Loài này được Evrard ex Gagnep. mô tả khoa học đầu tiên năm 1932.